# Hemley Boum

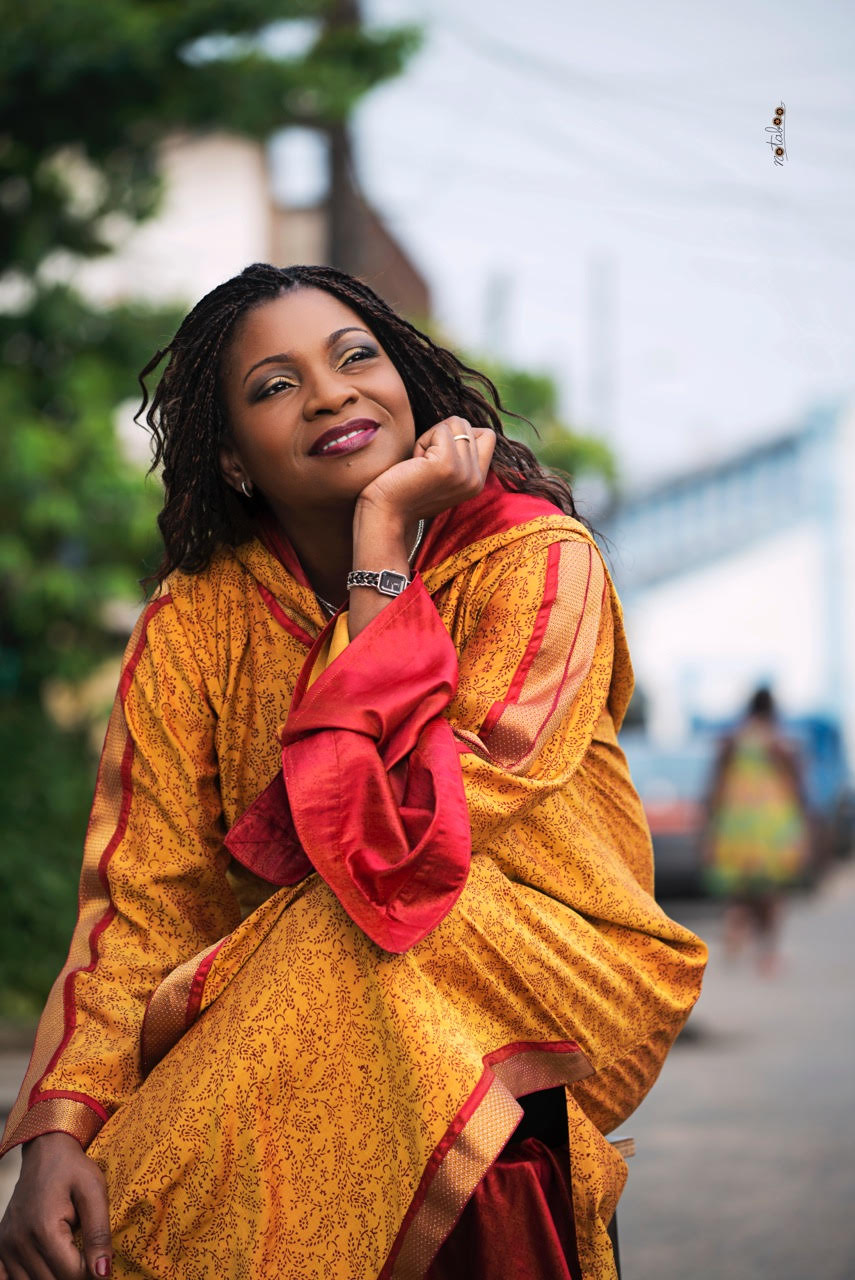
Hemley Boum

Hemley Boum (* 1973 in Douala) ist eine kamerunische Schriftstellerin.
Sie studierte Sozialwissenschaften an der Katholischen Universität Zentralafrikas in Yaoundé und  internationalen Handel an der Katholischen Universität Lille. Heute lebt sie in Frankreich.
Les Maquisards ist eine Familiensaga über fünf Generationen, die den sozialen Wandel Kameruns deutlich macht. Im Fokus steht der Unabhängigkeitskampf der 1950er Jahre mit dem 1958 von der französischen Armee getöteten Gewerkschaftler und Freiheitskämpfer Ruben Um Nyobè.

## Werke
- Le Clan des femmes. (= Écrire l'Afrique). L'Harmattan, Paris 2010, ISBN 978-2-296-12847-7.
- Si d'aimer… La Cheminante, Ciboure 2012, ISBN 978-2-917598-69-6.
- Les Maquisards. La Cheminante, Ciboure 2015, ISBN 978-2-37127-088-6. (Ausgezeichnet u. a. mit dem Grand Prix littéraire de l’Afrique noire 2015)
  - Gesang für die Verlorenen, dt. von Gudrun und Otto Honke. Peter Hammer Verlag, Wuppertal 2018. ISBN 978-3-77950-596-9.
- Les jours viennent et passent. Gallimard, Paris 2019. ISBN 978-2072849152.
  - Die Tage kommen und gehen, dt. von Gudrun und Otto Honke. Peter Hammer Verlag, Wuppertal 2021. ISBN 978-3779506690.
- Le Rêve du pêcheur, Collection Blanche, Gallimard, 2024 ISBN 978-2-07-303242-3

## Auszeichnungen
- Prix Ivoire 2013 für Si d'aimer…[2].
- Grand prix littéraire d'Afrique noire 2015[3], Prix du livre engagé 2016 (= Prix Les Afriques 2016)[4] und Prix Éthiophile (Sonderpreis "prix spécial du jury" 2016)[5] für Les Maquisards.
- Prix Ahmadou-Kourouma 2020 für Les jours viennent et passent[6].